# Tenacious D: The Complete Masterworks
Tenacious D: The Complete Masterworks sono due dvd contenenti i videoclip musicali dell'omonima band formata da Jack Black e Kyle Gass; il video della loro esibizione alla Brixton Academy nel 3 novembre del 2002, oltre che brani tratti dal backstage; due documentari sulla band; una collezione di cortometraggi ed alcune apparizioni televisive.